# Lista de bairros de Mogi Guaçu

Mapa da cidade no estado de São Paulo

Esta é uma lista dos bairros da cidade de Mogi Guaçu, cidade do interior de São Paulo
- Areião
- Arruamento Primavera
- Capela
- Centro
- Chácara Alvorada
- Chácara do Ouro
- Chácara Gonçalo
- Chácara Nova Odessa
- Chácara Ouro Preto
- Chácara Santa Felicidade
- Chácara São João
- Chácaras Horizonte Azul
- Chácaras Paraíso das Samambaias
- Chácaras Paraíso dos Pescadores
- Desmembramento Furno
- Desmembramento Kamel II
- Desmembramento Santana
- Distrito de Martinho Prado Jr.
- Distrito Industrial I
- Distrito Industrial II
- Distrito Industrial III
- Distrito Industrial IV
- Imóvel Olho D'Agua
- Imóvel Pedregulhal
- Itaqui(Mogi Guaçu)
- Jardim Almira
- Jardim Alto dos Ypês
- Jardim Alvorada
- Jardim América
- Jardim Artigiane
- Jardim Bandeirantes
- Jardim Bela Vista
- Jardim Boa Esperança
- Jardim Boa Vista
- Jardim Brasília
- Jardim Califórnia
- Jardim Camargo
- Jardim Canaã II
- Jardim Carmen Lídia II
- Jardim Casa Grande
- Jardim Centenário
- Jardim Chaparral
- Jardim Chiorato
- Jardim Cristina
- Jardim Cruzeiro
- Jardim da Lagoa
- Jardim Duas Nascentes
- Jardim Esplanada
- Jardim Fantinato
- Jardim Guaçuano
- Jardim Guaçu-Mirim I
- Jardim Guaçu-Mirim II
- Jardim Guaçu-Mirim III
- Jardim Guadalajara
- Jardim Hedy
- Jardim Hermínio Bueno
- Jardim Horizonte
- Jardim Igaçaba
- Jardim Iguatemi
- Jardim Itacolomi
- Jardim Itamaraty[2]
- Jardim Jacira
- Jardim Maria Mendes
- Jardim Munhoz
- Jardim Murayama
- Jardim Murilo
- Jardim Nossa Senhora das Graças
- Jardim Nova Europa
- Jardim Novo I
- Jardim Novo II
- Jardim Novo Itacolomi
- Jardim Pansani
- Jardim Paulista
- Jardim Planalto
- Jardim Planalto Verde
- Jardim Presidente
- Jardim Progresso
- Jardim Rosa Cruz
- Jardim Samira
- Jardim Santa Cecília
- Jardim Santa Helena
- Jardim Santa Madalena
- Jardim Santa Maria I
- Jardim Santa Maria II
- Jardim Santa Marta
- Jardim Santa Mônica II
- Jardim Santa Terezinha
- Jardim Santa Terezinha II
- Jardim Santo André
- Jardim Santo Antônio
- Jardim São Francisco
- Jardim São José
- Jardim São Luiz
- Jardim São Martinho
- Jardim São Pedro
- Jardim Selma
- Jardim Serra Dourada
- Jardim Slest
- Jardim Soares
- Jardim Sonia
- Jardim Suécia
- Jardim Tabajara
- Jardim Victória
- Jardim Ypê I
- Jardim Ypê II
- Jardim Ypê III
- Jardim Ypê IV
- Jardim Ypê Pinheiros
- Jardim Ypê V
- Jardim Ypê VI
- Jardim Ypê VII
- Jardim Ypê VIII
- Jardim Zaniboni I
- Jardim Zaniboni II
- Lote
- Loteamento Cidade Nova Mogi Guaçu
- Loteamento Coloninha
- Loteamento Europa
- Loteamento Morro Amarelo
- Loteamento Morro de Ouro
- Loteamento Parque do Estado
- Loteamento Parque Itacolomy
- Loteamento Parque Real Guaçu
- Loteamento Portal Flamboyant
- Nova Louzã[3]
- Oriçanga
- Parque Cidade Nova
- Parque dos Eucaliptos
- Parque Guainco
- Parque Industrial Getúlio Vargas
- Parque Industrial Getúlio Vargas II
- Parque Industrial João Batista Caruso
- Parque Industrial Mogi Guaçu
- Parque Residencial Cambuí
- Parque Residencial Murayama
- Parque Residencial Nova Canaã
- Parque São Camilo
- Parque São Luiz
- Recanto do Itamaracá
- Vila Beatriz I
- Vila Beatriz II
- Vila Bertioga
- Vila Champion
- Vila José de Paula
- Vila Júlia
- Vila Leila
- Vila Maria
- Vila Paraíso
- Vila Pataro
- Vila Pinheiro
- Vila Ricci
- Vila Roberto
- Vila Santa Júlia
- Vila Santa Rosa
- Vila São Carlos
- Vila São João
- Vila Vasconcelos